# Flying Elephant

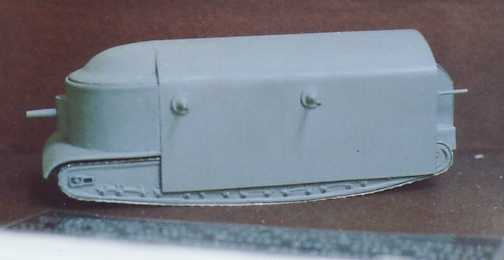
Profil Elephanta

The Flying Elephant (ang. Latający Słoń) – prototypowy model brytyjskiego czołgu superciężkiego, przedstawiony w planach w okresie I wojny światowej.

## Konstrukcja
Według planów przedstawionych na rysunkach, czołg ten miał posiadać 8,36 m długości, ok. 3 m wysokości i ok. 3 m szerokości. Masa pojazdu szacowana była na ok. 100 ton, więcej niż Mark I (28 t). Na ciężar czołgu wpływała waga grubego pancerza (3 cale z przodu i 2 cale po bokach) pojazdu. Dach czołgu osłaniać miał pancerz grubości 2 cm.
Głównym uzbrojeniem pojazdu miało być standardowe działo kalibru 57 mm (6 funtów), jednak John Glanfield w swojej książce pt. The Devil's Chariots zaznaczył, że czołg był wyposażony w działo kal. 75 mm na pociski 13-funtowe. Dodatkowo po bokach czołgu miały znajdować się po 2 karabiny maszynowe. Projekt wstępny czołgu znajduje się w muzeum King's College w Londynie. Pojazd poruszał się napędem gąsienicowym. Trakcja gąsienicowa zbudowana analogicznie do trakcji z pojazdu Mark I, miała zapobiegać staczaniu się czołgu ze wzniesień. Czołg miał posiadać 2 silniki Daimler o mocy 105 KM (78 kW), każdy z silników miał posiadać własną skrzynię biegów. W kwietniu 1916 W. Tritton zdecydował się wybudować pojazd, który byłby odporny na średni ogień artyleryjski. Tego samego miesiąca porucznik Kenneth Symes rozpoczął testy pancerza o grubości 51 mm, ostrzeliwując je z różnych modeli niemieckiej broni palnej. 19 czerwca 1916 Komitet Dostaw Czołgów zatwierdził produkcję prototypu, lecz projekt nie został sfinalizowany przed końcem sierpnia 1916.   
Budowa czołgu została rozpoczęta lecz nie zakończona. Albert Gerald Stern, będący ówcześnie szefem Departamentu Dostaw Czołgów, oświadczył, że Ministerstwo Wojny nakazało ukończenie projektu pod koniec 1916 roku.
Historyk David Fletcher spekulował, że zrezygnowano z planów ukończenia pojazdu, gdyż czołg ten był bardzo mało mobilny. Prędkość szacowano na 2 mile na godzinę, a za sprawą ogromnej masy własnej, w przypadku utknięcia w błocie nie byłby w stanie wykonać żadnego ruchu, nawet przy maksymalnej prędkości gąsienic.
Faktem jest, że seria czołgów Mark I okazała się sukcesem i to stało się jednym z głównych motywów do budowania cięższych czołgów. John Glanfield pisze, że ówczesny inżynier William Tritton dążył do zmniejszenia ciężaru maszyny i uczynienia jej bardziej mobilną. Planowano zredukować grubość pancerza o połowę i masę czołgu do ok. 50-60 ton. Wygląd czołgu miał nie ulegać zmianom. Stern planował budowę 20 takich maszyn.